# 「熊本型」ヘリ救急搬送体制
「熊本型」ヘリ救急搬送体制（くまもとがたヘリきゅうきゅうはんそうたいせい）とは、熊本県が導入した、ドクターヘリ出動要請窓口を一本化することにより、ドクターヘリと消防防災ヘリコプターのうち出動可能な機が出動することを可能にした体制のこと。このような体制は他県にも例がない。搬送先となる4つの基幹病院も連携して救急医療を行う体制が構築されている。

## 体制
以下の2機が運用されている。
- ドクターヘリ 川崎BK117 C-2
- 防災消防ヘリコプター AS365N3ドーファンⅡ「ひばり」

## 導入
2001年、熊本県は防災ヘリコプターとしてAS365N3を購入、4月には運航基地となる防災消防航空センターを熊本空港内に開所した。県内消防本部から要員を集めて運航を担当する防災消防航空隊も発足し、7月に運航を開始した。「ひばり」は防災ヘリであり、救急搬送専用ではなかったが、最初の年は出動27件のうち19件が救急搬送であった。しかしヘリは年2箇月の運休期間を設ける必要がある、防災対応が重なった場合は対応できない、病院に立ち寄って医師を乗せる必要があり、余分な時間がかかる、といった課題があり、「ひばり」のみで救急用途に対応するのは問題があった。
2008年1月、東京大学教授の蒲島郁夫は3月に実施される熊本県知事選挙に出馬する意向を表明し、2月には「くまもと再生四カ年計画」と題するマニフェストを発表した。蒲島は高齢化社会への対応の一環としてドクターヘリ導入を目指すとし、マニフェストにも導入を盛り込んだ。3月の選挙で蒲島が当選すると、県内の病院が集まって発足した県ドクターヘリ導入推進協議会が知事宛てにドクターヘリ導入の嘆願書を提出した。県はこの年ヘリ導入の検討を開始した。
しかし2009年には大きな動きはなかった。5月にはドクターヘリ導入推進協議会が再度嘆願書を出し、蒲島知事がマニフェストで公約したドクターヘリ導入を早期に実現するよう迫った。乳児期に天草から熊本まで陸路で救急搬送され、手に障害の残る結果となった養護学校の生徒が、8月にポスターを制作してドクターヘリ導入を求める一幕もあったが、県側の対応は蒲島知事が9月定例議会で「2011年度の運用開始に向け準備を進める」と述べるにとどまった。一方防災消防ヘリ「ひばり」は、2007年時点で全239回中205件が救急搬送で、1機あたりの救急出動件数としては全国2位の頻度であり、運航回数は限界に近づいていた。
蒲島知事は2010年8月、熊本赤十字病院が事業主体となるドクターヘリの運用開始に先行し、出動回数の8割以上が救急活動と、それまでドクターヘリの役割を果たしてきた防災消防ヘリ「ひばり」と、近々導入されるドクターヘリ、搬送先となる熊本市の4総合病院が連携する体制を2011年末までに構築すると発表した。これが「熊本型・ヘリ救急搬送体制」である。2011年3月、県はヘリの出動要請の受付は熊本空港の防災消防航空センターに一元化、ドクターヘリは熊本赤十字病院から出動し、ドクターヘリが稼働中の場合は「ひばり」が国立病院機構熊本医療センターで医師を乗せて現場へ向かう、という運用案をまとめた。熊本県のドクターヘリの運航は2012年1月から開始され、熊本赤十字病院で記念式典が行われた。